# Sergio Sánchez (mezzofondista)
Sergio Sánchez Martinez (La Pola de Gordón, 1º ottobre 1982) è un mezzofondista spagnolo, ex detentore del record europeo indoor dei 3000 metri piani.

## Palmarès
| Anno | Manifestazione  | Sede       | Evento       | Risultato | Prestazione | Note |
| ---- | --------------- | ---------- | ------------ | --------- | ----------- | ---- |
| 2008 | Mondiali indoor | Valencia   | 3000 m piani | 8º        | 7'59"74     |      |
| 2009 | Europei indoor  | Torino     | 3000 m piani | 4º        | 7'45"29     |      |
| 2009 | Mondiali        | Berlino    | 5000 m piani | Batteria  | 13'53"51    |      |
| 2010 | Mondiali indoor | Doha       | 3000 m piani | Argento   | 7'39"55     |      |
| 2010 | Europei         | Barcellona | 5000 m piani | Finale    | dnf         |      |
| 2013 | Mondiali        | Mosca      | 5000 m piani | Batteria  | 13'52"05    |      |

## Altre competizioni internazionali
2013
- Oro in Coppa Europa dei 10000 metri ( Pravec) - 28'31"75